# Buckden (Yorkshire du Nord)
Pour les articles homonymes, voir Buckden.
Buckden est un village et une paroisse civile du Yorkshire du Nord, en Angleterre. Historiquement rattaché au West Riding of Yorkshire, Buckden se trouve dans le parc national des Yorkshire Dales, sur la rive est de la Wharfe, qui coule dans la vallée du même nom. La paroisse civile de Buckden inclut également le hameau de Cray ainsi que la totalité de la vallée de Langstroth. D'après le recensement de 2011, la paroisse compte 187 habitants.

## Toponymie
Le nom de la paroisse provient du vieil anglais : les mots bucca et denu signifient respectivement « bouc » et « vallée »,.

## Histoire
En 1748, une inondation détruit un pont construit à Buckden. La reconstruction de la structure ayant été promise par un député lors de sa campagne électorale, le nouveau pont porte aujourd'hui le nom de « Election Bridge ».
Le 5 juillet 2014, l'étape 1 du Tour de France, qui relie Leeds à Harrogate, passe par le village.

## Géographie

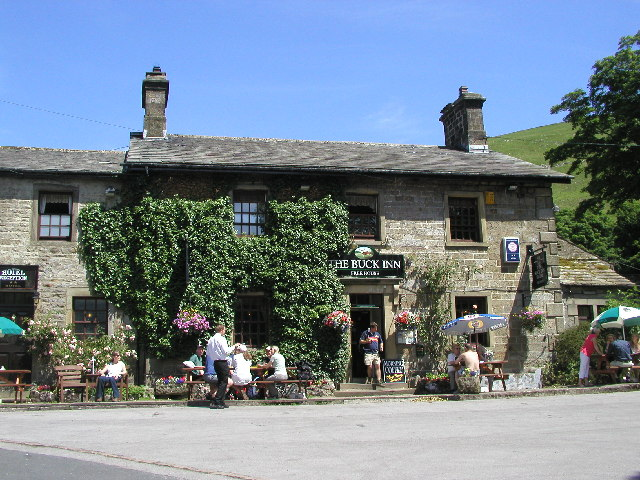
Le Buck Inn de Buckden.

Le village de Buckden se situe à l'endroit où le ruisseau Buckden, qui coule depuis Buckden Pike (en), rejoint la Wharfe. Au bord du ruisseau se trouve une ancienne mine, la Buckden Gavel Mine, désignée Ancient Monument (en). À l'endroit où la vallée du Langstroth rejoint celle de la Wharfe se trouve le village d'Hubberholme, qui comprend une église normande et un pub. La Dales Way (en) passe près du village, sur l'autre rive de la Wharfe. En partant du village, un sentier prend la direction du nord-est et mène au sommet du Buckden Pike, tandis qu'un autre se dirige vers le sud-ouest pour mener à Litton, un village qui surplombe Arncliffe et la vallée du Litton.
Buckden comprend un petit commerce, un centre éducatif en plein air ainsi qu'un pub, le Buck Inn. Denis Healey, Chancelier de l'Échiquier (Parti travailliste) de 1974 à 1979, dit avoir passé sa lune de miel dans une écurie près du Buck Inn.

## Démographie

### Recensement de 2001
Lors du recensement de 2001, la paroisse compte 184 habitants, dont 54,3 % d'hommes et 45,7 % de femmes. 81 % des habitants affirment être chrétiens, le reste déclarant ne se rattacher à aucune religion ou n'en déclarant aucune. La totalité des résidents de Buckden affirme provenir d'une ethnie blanche et britannique. La paroisse comprend 125 habitations en 2001.

### Recensement de 2011
Lors du recensement de 2011, la paroisse compte 187 habitants, dont 51,3 % d'hommes et 48,7 % de femmes. 69,5 % des habitants affirment être chrétiens, le reste déclarant ne se rattacher à aucune religion ou ne déclarant aucune religion. La totalité des résidents de Buckden affirme provenir d'une ethnie blanche et britannique. La paroisse comprend 135 habitations en 2011.

## Politique et administration
Buckden faisait précédemment partie de l'ancienne paroisse d'Arncliffe, alors rattachée à la wapentake de Staincliffe (en), dans le comté du West Riding of Yorkshire. Buckden devient une paroisse indépendante en 1866, puis est rattachée au nouveau comté du Yorkshire du Nord en 1974.
La paroisse dépend de la circonscription de Skipton and Ripon ainsi que de la division électorale de Mid Craven et du ward de Upper Wharfedale, respectivement subordonnés au Conseil du comté du Yorkshire du Nord et au Conseil du district de Craven.
Au niveau européen, Buckden dépend de la circonscription de Yorkshire et Humber.

## Religion
L'église paroissiale Saint-Michel-et-Toussaints se trouve dans le hameau voisin de Hubberholme. Aujourd'hui listée parmi les monuments classés de Grade II, elle a été édifiée au XIIe siècle et restaurée à partir du XVIe siècle.